# Comuna Micula, Satu Mare
Micula (în maghiară: Mikola) este o comună în județul Satu Mare, Transilvania, România, formată din satele Bercu Nou, Micula (reședința) și Micula Nouă.

## Demografie
Componența etnică a comunei Micula
     Maghiari (32,28%)
     Români (29,56%)
     Ucraineni (15,99%)
     Romi (10,51%)
     Alte etnii (11,67%)
Componența confesională a comunei Micula
     Ortodocși (23,06%)
     Penticostali (19,02%)
     Reformați (16,75%)
     Romano-catolici (12,59%)
     Greco-catolici (7,63%)
     Adventiști (5,05%)
     Alte religii (3,71%)
     Necunoscută (12,19%)
Conform recensământului efectuat în 2021, populația comunei Micula se ridică la 3.265 de locuitori, în scădere față de recensământul anterior din 2011, când fuseseră înregistrați 3.659 de locuitori. Cei mai mulți locuitori sunt maghiari (32,28%), cu minorități de români (29,56%), ucraineni (15,99%) și romi (10,51%). Din punct de vedere confesional, cei mai mulți locuitori sunt ortodocși (23,06%), cu minorități de penticostali (19,02%), reformați (16,75%), romano-catolici (12,59%), greco-catolici (7,63%), adventiști (5,05%) și altele (2,33%), iar pentru 12,19% nu se cunoaște apartenența confesională.

## Politică și administrație
Comuna Micula este administrată de un primar și un consiliu local compus din 13 consilieri. Primarul, Stefan Dobos[*], de la Uniunea Democrată Maghiară din România, este în funcție din 1996. Începând cu alegerile locale din 2024, consiliul local are următoarea componență pe partide politice:
|  | Partid                                 | Consilieri | Componența Consiliului | Componența Consiliului | Componența Consiliului | Componența Consiliului | Componența Consiliului | Componența Consiliului |
|  | -------------------------------------- | ---------- | ---------------------- | ---------------------- | ---------------------- | ---------------------- | ---------------------- | ---------------------- |
|  | Uniunea Democrată Maghiară din România | 6          |                        |                        |                        |                        |                        |                        |
|  | Partidul Social Democrat               | 3          |                        |                        |                        |                        |                        |                        |
|  | Uniunea Ucrainenilor din România       | 2          |                        |                        |                        |                        |                        |                        |
|  | Alianța pentru Unirea Românilor        | 1          |                        |                        |                        |                        |                        |                        |
|  | Partidul Național Liberal              | 1          |                        |                        |                        |                        |                        |                        |